# Nicholaas Theodorus Carstens
Nicholaas Theodorus Carstens, nizozemski general, * 1886, † 1945.